# 孫如蘭 (萬曆甲辰進士)
孫如蘭（1575年—1615年），字子肖，號廷谔，山東登州府寧海州（治今煙台市牟平區）人，明朝政治人物。

## 生平
萬曆二十八年（1600年）庚子科山東鄉試第五十一名舉人，三十二年（1604年）甲辰科進士。工部觀政，三十三年授保定府推官，三十四年丁憂。三十六年復除大名府推官，四十年升吏部主事，被彈劾，降襄陽府推官，四十三年升刑部雲南司主事，不久去世。

## 家族
曾祖孫繼祖。祖父孫仲德。父孫三聘。母滕氏。具慶下。弟如子、如桂。